# UPAB-500
UPAB-500 – rosyjska szybująca bomba kierowana. Po raz pierwszy została zaprezentowana (prawdopodobnie przypadkowo) na wystawie ILA 2000 w Berlinie. Pod wystawioną tam makietą samolotu Su-24M podwieszone były makiety kierowanych telewizyjnie bomb szybujących o przypuszczalnym wagomiarze 500 kg. Obecny status tej bomby nie jest znany.